# Office public de la langue bretonne
L'Office public de la langue bretonne (OPLB, en breton : Ofis Publik ar Brezhoneg) est un établissement public de coopération culturelle créé le 17 septembre 2010 et dont le premier conseil d'administration s'est tenu le 15 octobre 2010 à Carhaix-Plouguer.
En 2010, cet office prend la suite de l’Office de la langue bretonne, une association loi de 1901 créée le 15 janvier 1999 au château de Kerampuil à Carhaix, qui a elle-même succédé le 1er mai 1999 au service de la langue bretonne qui existait au sein de Skol uhel ar Vro (Institut culturel de Bretagne).

## Missions techniques et scientifiques
L’une des missions de l’Office est de traiter, de manière scientifique, les données socio-linguistiques qui se rapportent à la langue bretonne. Il est donc amené à jouer le rôle d’observatoire de la langue bretonne (Arsellva an implijoù yezh) en publiant ces données, et à conseiller les collectivités pour la signalisation bilingue, les toponymes et les microtoponymes du cadastre, afin que ce dernier soit révisé. Le Grand Office est le support de TermBret, le service coopératif de terminologie qui édite des lexiques par spécialité. Enfin, il doit assister les particuliers, les administrations et les entreprises qui veulent utiliser le breton. Ainsi, du 1er juillet au 15 septembre 1999, quarante-deux administrations, associations ou entreprises ont fait appel à lui.
Des diagnostics sur l’état de l’utilisation du breton, commune par commune, sont réalisés à la demande des collectivités concernées.

## L’action pour l’apprentissage du breton
Cette section ne s'appuie pas, ou pas assez, sur des sources secondaires ou tertiaires indépendantes du sujet. Le texte peut contenir des analyses inexactes ou inédites de sources primaires.
Pour l'améliorer, ajoutez-en, ou placez des modèles {{Source secondaire souhaitée}} ou {{Source secondaire nécessaire}} sur les passages mal sourcés. (mai 2022)

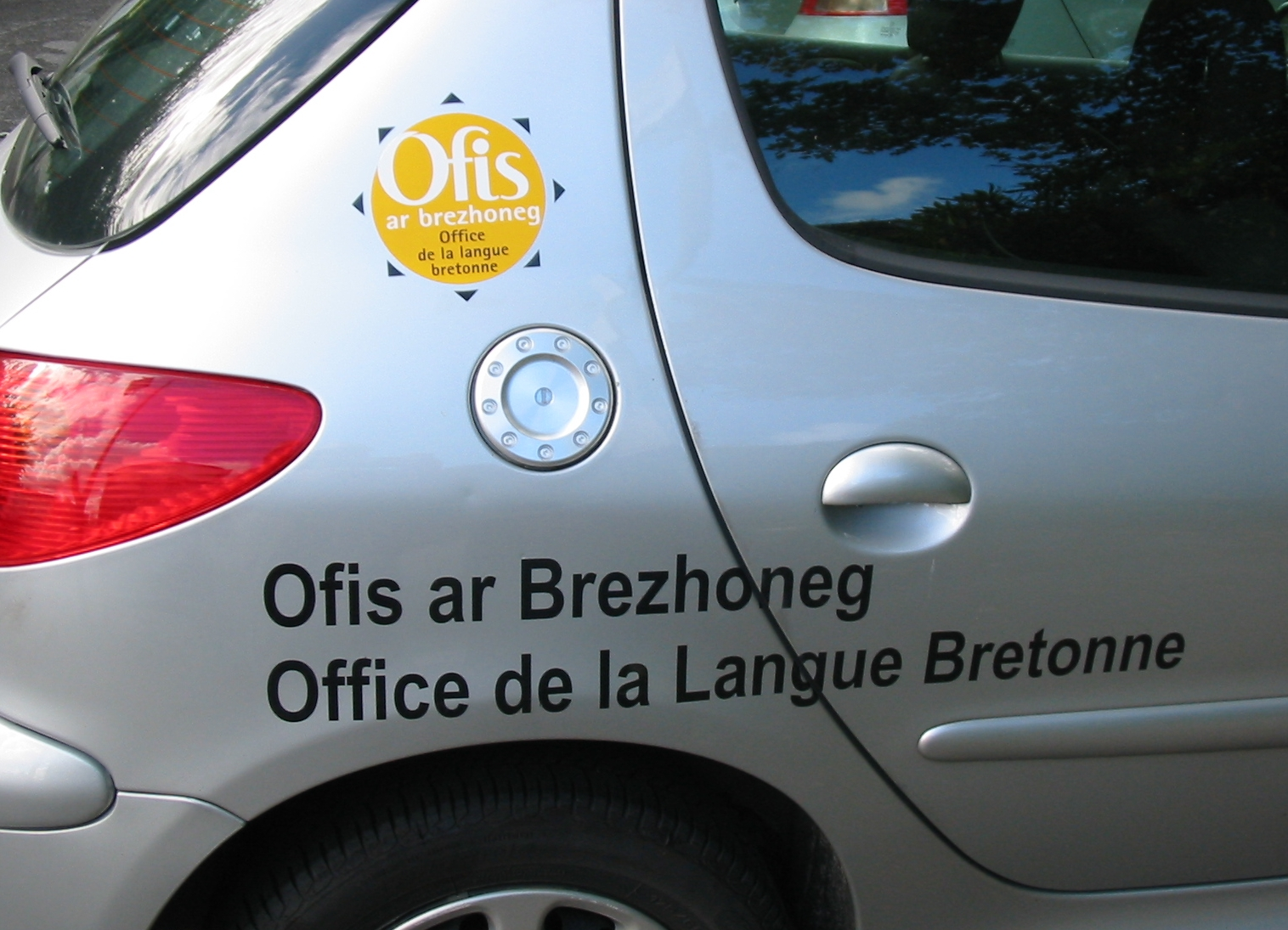
Voiture de l’Office de la langue bretonne.

L’Office participe à la promotion des cours de breton pour adultes. Pour l’année 1998-1999, il a publié une approche des effectifs des cours de breton pour adultes : 9 300 adultes ont suivi des cours, soit le soir, soit par des stages, soit par correspondance. 6 700 ont suivi des cours, dont 1 200 en Haute-Bretagne (550 en Ille-et-Vilaine et 462 en Loire-Atlantique). En Bretagne, 165 organismes proposent des cours du soir et il y en a 28 hors de Bretagne dont 15 en région parisienne.
En 2003, l’Office a publié une carte routière de la Bretagne en breton. Cette carte inclut la Loire-Atlantique (cf. Question du rattachement de la Loire-Atlantique à la région Bretagne).
En juin 2024, l’Office ouvre « Desketa », sa plateforme numérique en ligne et gratuite d’apprentissage du breton.

## Financement et organisation
L’Office est un établissement public de coopération culturelle (EPCC). Sa présidence a été assurée de 1999 à 2021 par Lena Louarn. Le 4 octobre 2021, le député Paul Molac est élu président de l'OPLB à la suite du vote du conseil d'administration. L'Office a un budget de plus d'1 million d'euros principalement fourni par la région Bretagne (à hauteur de 76% en 2019), mais aussi par la région Pays de la Loire, les cinq départements bretons et le ministère de la Culture. Le siège est à Carhaix-Plouguer et son directeur est Philippe Jacq. L’OPLB est présent dans les quatre autres départements, à Rennes, Guingamp, Nantes et Vannes.
La région Bretagne a annoncé en 2004 sa volonté d’en changer les statuts afin d’en faire un établissement public de coopération culturelle. Une fois reçus les accords des départements et de l’État, l’opération a été lancée en 2010.
Le transfert de son siège au château de Kerampuilh, toujours à Carhaix-Plouguer, a été également prévu par le Conseil régional de Bretagne.